# Scopula mendicaria
Scopula mendicaria là một loài bướm đêm trong họ Geometridae.